# Journal of Feminist Studies in Religion
Il Journal of Feminist Studies in Religion è la prima rivista accademica femminista di studi interdisciplinari aventi come oggetto le religioni e le proprie istituzioni.
Fondato nel 1985 dalla collaborazione tra la studiosa ebrea Judith Plaskow e la teologa cattolica Elisabeth Schüssler Fiorenza il Journal of Feminist Studies in Religion promuove il confronto tra studiosi, uomini e donne, provenienti da differenti approcci critici femministi, aventi come oggetto l'analisi e la trasformazione critica delle dottrine e delle istituzioni religiose in una prospettiva femminista.

## Curatori
- Curatrice: Elisabeth Schüssler Fiorenza
- Co-curatrici:
  - Elizabeth Pritchard
  - Kate Ott

## Comitato editoriale
- Rachel Adelman, Hebrew College
- Rebecca Alpert, Temple University
- Maria Pilar Aquino, University of San Diego
- Ann Braude, Harvard Divinity School
- Katie G. Cannon, Union Presbyterian Seminary
- Carol P. Christ, Ariadne Institute for the Study of Myth and Ritual, Athens, Greece
- Mary C. Churchill, Sonoma State University
- Miriam Cooke, Duke University
- Emily Erwin Culpepper, University of Redlands, California
- Naomi Goldenberg, University of Ottawa
- Rita M. Gross, Universitiy of Wisconsin at Eau Claire, emerita
- Tazim R. Kassam, Syracuse University
- Zayn Kassam, Pomona College
- Nami Kim, Spelman College
- Kwok Pui-lan, Episcopal Divinity School
- Claudine Michel, University of California, Santa Barbara
- Stephanie Y. Mitchem, University of South Carolina, Columbia
- Vivian-Lee Nyitray, University of California, Riverside
- Alicia Ostriker, Rutgers University
- Karen Pechilis, Drew University
- Elizabeth Pritchard, Bowdoin College
- Mayra Rivera, Harvard Divinity School
- Miranda Shaw, University of Richmond, Virginia
- Andrea Smith, University of California, Riverside
- Nayereh Tohidi, California State University, Northridge
- Emilie M. Townes, Yale Divinity School
- Ellen M. Umansky, Fairfield University
- Julia Watts Belser, Missouri State University
- Traci C. West, Drew University
- Deborah F. Whitehead, University of Colorado, Boulder

## Comitato internazionale
- Tal Ilan, Beit Hamidrash, Israel
- Lisa Isherwood, University of Winchester, England
- Noriko Kawahashi, Nagoya Institute of Technology, Japan
- Sylvia Marcos, Center for Psychoethnological Research, Mexico
- Kathleen McPhillips, University of Western Sydney, Australia
- Sarojini Nadar, University of KwaZulu-Natal, South Africa
- Melissa Raphael, University of Gloucestershire, England
- Zilka Spahic-Siljak, University of Sarajevo
- Sharada Sugirtharajah, University of Birmingham, England
- Lieve Troch, Catholic University of Nijmegen, Netherlands
- Wong Wai Ching, Chinese University of Hong Kong